# نادي النعمانية
نادي النعمانية الرياضي هو أحد أندية الدوري العراقي يلعب في الدوري العراقي الدرجة الثانية تأسس في عام 1970 مقرة ضمن محافظة واسط.